# Wie Jappe und Do Escobar sich prügelten
Wie Jappe und Do Escobar sich prügelten ist eine Erzählung von Thomas Mann.
Sie erschien erstmals in den Süddeutschen Monatsheften, München, Jg. 8, H. 2, Februar 1911. Die erste Buchveröffentlichung folgte 1914 in Das Wunderkind. Novellen im S. Fischer Verlag. 1922 wurde die Erzählung in Novellen. Bd. I (=Gesammelte Werke in Einzelausgaben) und 1958 in die Stockholmer Gesamtausgabe der Werke Thomas Manns aufgenommen.

## Inhalt
Die kleine Begebenheit wird wie ein lange zurückliegendes Ferienerlebnis des Ich-Erzählers geschildert: Irgendwann in den Sommerferien in Travemünde erfährt dieser Erzähler von seinem Freund Johnny Bishop, dass die beiden stadtbekannten Halbstarken Jappe und Do Escobar sich auf dem Leuchtenfeld zu einer Art Duell treffen wollen. Während Johnny, ein zartgliedriger Halbengländer, der ein wenig jünger als der Erzähler ist, sich vorbehaltlos auf dieses aufregende Schauspiel freut und auch Jürgen Brattström, der Dritte im Bunde, offenbar keinerlei Beunruhigung empfindet, durchlebt der etwa Dreizehnjährige ein Wechselbad der Gefühle. Einerseits zieht auch ihn das Bevorstehende heftig an, andererseits scheut er sich vor den „Erschütterungen, die der Anblick eines erbitterten Kampfes, im Ernst und sozusagen auf Leben und Tod“ in ihm auslösen wird, und schließlich und endlich hegt er die Befürchtung, dass er vielleicht selbst, obwohl eigentlich nur unbeteiligter Zuschauer, genötigt werden könnte, seinen Mut und seine Kraft unter Beweis zu stellen – ein Erweis, den er wie nichts zweites verabscheut. Zudem versetzt er sich nach Johnny Bishops Mitteilung in das Gemütsleben der beiden Duellanten hinein und durchlebt imaginär die offenbar vorangegangene Beleidigung, den unterdrückten Drang, sofort zuzuschlagen, und die schwelende Rachsucht. Kurz und gut, bis er endlich am Kampfplatz eingetroffen ist, ist er schon halb erschöpft vor lauter Aufregung. 
Jappe, ein Bursche aus dem städtischen Mittelstand, und Do Escobar, ein exotischer Fremdling, ein Spanier, der ein recht unbeaufsichtigtes Leben führt, sollen sich unter der Aufsicht des Ballettmeisters Knaak schlagen, der im Sommer im Kurhaus Dienst tut, außerhalb der Badesaison aber in der Stadt Tanz- und Anstandsunterricht erteilt.
Knaak, der in dieser Funktion von der männlichen Jugend eher argwöhnisch betrachtet wird, hat, so meint der Erzähler, diese Gelegenheit, sich als „richtiger Kerl“ zu erweisen, vielleicht nicht ungern ergriffen, obwohl er aufgrund seiner amtlichen Position eigentlich den Kampf verhindern müsste. Außerdem ist er (wie auch der Erzähler selbst) möglicherweise besorgt, selbst eingreifen zu müssen.
Der Kampf kommt nicht so rasch in Gang: Jappe und Do Escobar, tags zuvor wohl noch voll blinder Kampfeswut, können sich nicht gleich entscheiden, tüchtig zuzuschlagen. Doch schließlich entsteht ein „kurzes, blindes, rasendes Handgemenge“, und Johnny, der die Schlägerei fachmännisch beobachtet, kommentiert: „Jetzt sind sie in Stimmung [...] Ich wette mit euch, dass Jappe ihn unterkriegt. Do Escobar ist zu machig.“ In der Tat ist der Spanier einerseits ständig auf die Wirkung beim Publikum konzentriert, andererseits kämpft er mit einem Handicap, das er sich selbst eingehandelt hat: Er droht seine Hosen zu verlieren, weil er aus Eitelkeit vor dem Kampf seine Hosenträger abgelegt hat. Und so gelingt es Jappe denn auch schließlich, ihm einen Schlag auf die Nase zu verpassen, die sofort heftig zu bluten beginnt, woraufhin Herr Knaak den Kampf für beendet erklärt. 
Johnny, der offenbar dramatischere Ergebnisse erwartet hat, ist enttäuscht. Auch das übrige Publikum zerstreut sich nicht gleich, und der vom Erzähler befürchtete Augenblick scheint gekommen: Ohne es zu wollen, fühlt er sich aufgerufen, sich zum Kampf zu melden und gegen all sein Empfinden und alle Befürchtungen in die Arena zu treten. Doch zum Glück kommt es nicht so weit, da in diesem Moment jemand verlangt, Herr Knaak selbst möge zum Kampf antreten. Dieser lehnt kurz und elegant ab, und die Jugendlichen beginnen sich mit allerlei akrobatischen Übungen zu unterhalten. Doch dies ist nicht das, was Johnny Bishop aufs Leuchtenfeld geführt hat: „Kommt, nun gehen wir“, sagte Johnny [...] Das war ganz Johnny Bishop. Er war hergekommen, weil ihm etwas Reelles mit blutigem Ausgang geboten werden sollte. Da die Sache in Spielerei verlief, so ging er.
„Er vermittelte mir die ersten Eindrücke von der eigentümlichen Überlegenheit des englischen Nationalcharakters, den ich später so sehr bewundern lernte.“ So schließt der Erzähler den Bericht über die Begebenheit.